# Valverde, Sicilien
Valverde är en stad och kommun i storstadsregionen Catania, innan 2015 provinsen Catania, i provinsen Sicilien i Italien. Valverde hade 7 851 invånare (2017). Valverde gränsar till kommunerna Aci Bonaccorsi, Aci Castello, Aci Catena, Aci Sant'Antonio, San Giovanni la Punta och San Gregorio di Catania.